# Ex Aliis Nostris
Ex Aliis Nostris è una enciclica di papa Pio IX, pubblicata il 21 novembre 1851, con la quale il Pontefice, dopo aver decretato un nuovo Giubileo con la Exultavit Cor Nostrum, stabilisce le norme che si dovranno osservare per lucrare l'indulgenza prevista dal nuovo provvedimento.